# Préfecture de Shimane
Shimane (島根県, Shimane-ken) est une préfecture du Japon située dans le Nord de la région du Chūgoku, sur l'île de Honshū.

## Histoire
La préfecture de Shimane se trouve à l'emplacement des anciennes provinces d'Iwami, d'Izumo et d'Oki.
Pendant la période Muromachi, le clan Kyōgoku possédait les provinces d'Izumo et d'Oki.

## Géographie
La préfecture de Shimane est bordée des préfectures de Tottori, Hiroshima et Yamaguchi.
Les districts de Hikawa et de Yatsuka ont respectivement été supprimés le 1er octobre 2011 et le 1er août 2011 pour fusionner avec les villes d'Izumo et de Matsue.

### Villes
La préfecture comprend huit villes.
| - Gōtsu - Hamada - Izumo - Masuda | - Matsue (chef-lieu de la préfecture) - Ōda - Unnan - Yasugi |

### Districts, bourgs et villages
La préfecture comprend cinq districts, incluant dix bourgs et un unique village.
| - District d'Iishi Iinan - District de Kanoashi Tsuwano Yoshika | - District de Nita Okuizumo - District d'Ōchi Kawamoto Misato Ōnan | - District d'Oki Ama Chibu (village) Nishinoshima Okinoshima |

## Économie
Dans la préfecture de Shimane, le principal employeur reste l'industrie. Mishiyama et Jutendo sont des exemples d'entreprises implantées dans la région.

## Jumelage
La préfecture de Shimane est jumelée avec les municipalités ou régions suivantes :
- Ningxia (Chine) depuis le 6 octobre 1993 ;
- Gyeongsang du Nord (Corée du Sud) depuis le 6 octobre 1989.

## Personnalités liées à la préfecture
- Kei Nishikori, joueur de tennis, est né dans la préfecture.
- Yasuo Ōtsuka (1931-2021), chef animateur japonais, est né dans la préfecture.